# Фултън (окръг, Пенсилвания)
Окръг Фултън (на английски: Fulton County) е окръг в щата Пенсилвания, Съединени американски щати. Площта му е 1134 km², а населението - 14 590 души (2017). Административен център е град Макконълсбърг.